# Atletiek op de Olympische Zomerspelen 1988

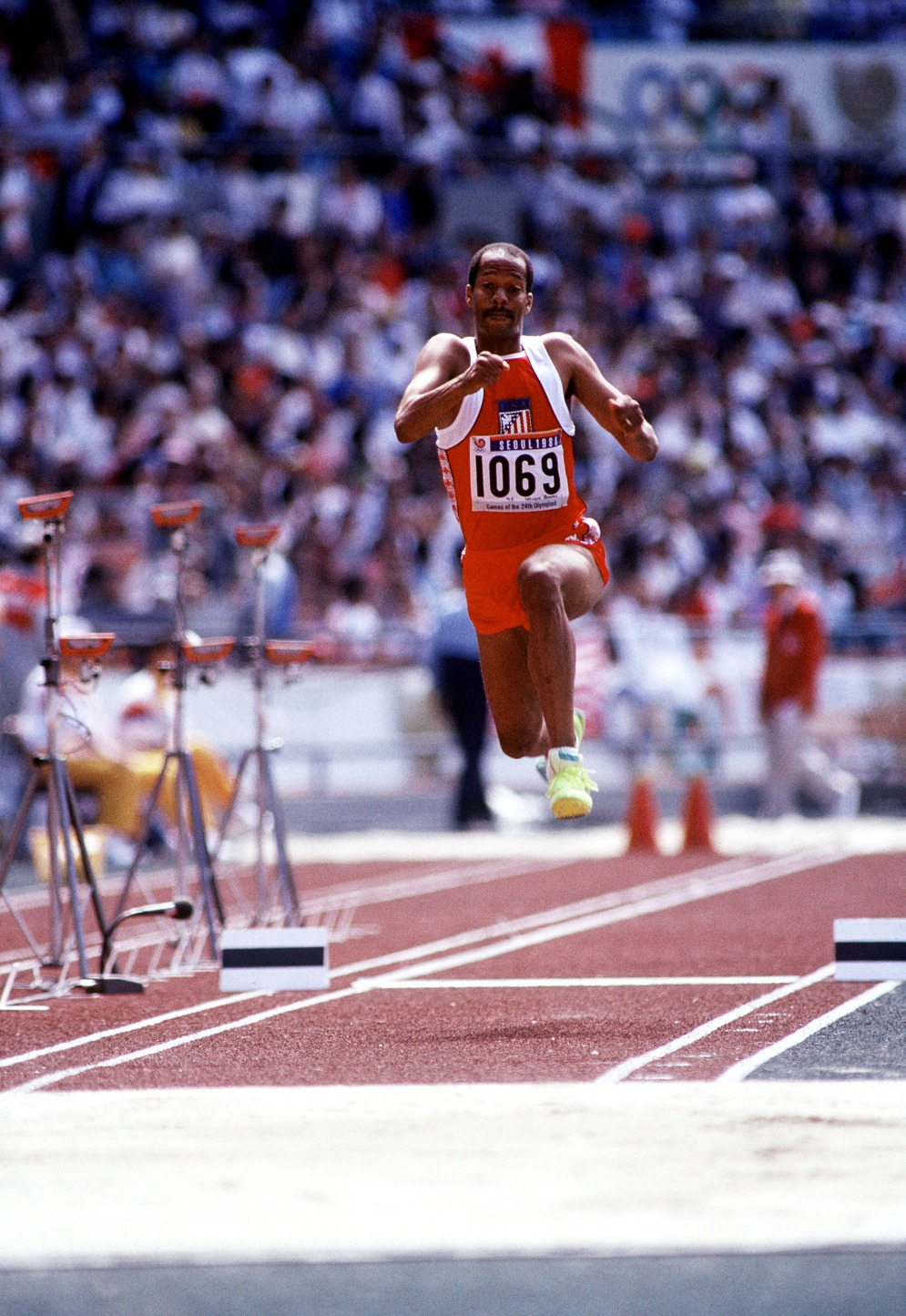
Willie Banks Jr. tijdens de OS 1988

Atletiek is een van de sporten die beoefend werden tijdens de Olympische Zomerspelen 1988 in Seoel. Er werden 42 onderdelen afgewerkt, waarvan 24 bij de mannen en 18 bij de vrouwen. In totaal deden er 1617 atleten mee uit 149 landen.

## Mannen

### 100 m
| rang   | sporter(s)       | land | tijd      |
| ------ | ---------------- | ---- | --------- |
| Goud   | Carl Lewis       | USA  | OR 9,92   |
| Zilver | Linford Christie | GBR  | 9,97      |
| Brons  | Calvin Smith     | USA  | 9,99      |
| 4      | Dennis Mitchell  | USA  | 10,04     |
| 5      | Robson da Silva  | BRA  | 10,11     |
| 6      | Desai Williams   | CAN  | 10,11     |
| 7      | Ray Stewart      | JAM  | 12,26     |
|        | Ben Johnson      | CAN  | (9,79) DQ |

### 200 m
| rang   | sporter(s)        | land | tijd     |
| ------ | ----------------- | ---- | -------- |
| Goud   | Joe DeLoach       | USA  | OR 19,75 |
| Zilver | Carl Lewis        | USA  | 19,79    |
| Brons  | Robson da Silva   | BRA  | 20,04    |
| 4      | Linford Christie  | GBR  | 20,09    |
| 5      | Atlee Mahorn      | CAN  | 20,39    |
| 6      | Gilles Quenehervé | FRA  | 20,40    |
| 7      | Michael Rosswess  | GBR  | 20,51    |
| 8      | Bruno Marie-Rose  | FRA  | 20,58    |

### 400 m
| rang   | sporter(s)            | land | tijd  |
| ------ | --------------------- | ---- | ----- |
| Goud   | Steve Lewis           | USA  | 43,87 |
| Zilver | Butch Reynolds        | USA  | 43,93 |
| Brons  | Danny Everett         | USA  | 44,09 |
| 4      | Darren Clark          | AUS  | 44,55 |
| 5      | Innocent Egbunike     | NGR  | 44,72 |
| 6      | Bert Cameron          | JAM  | 44,94 |
| 7      | Ian Morris            | TRI  | 44,95 |
| 8      | Mohamed Amer Al-Malky | OMA  | 45,03 |

### 800 m
| rang   | sporter(s)        | land | tijd    |
| ------ | ----------------- | ---- | ------- |
| Goud   | Paul Ereng        | KEN  | 1.43,55 |
| Zilver | Joaquim Cruz      | BRA  | 1.43,90 |
| Brons  | Saïd Aouita       | MAR  | 1.44,06 |
| 4      | Peter Elliott     | GBR  | 1.44,12 |
| 5      | Johnny Gray       | USA  | 1.44,80 |
| 6      | José Luiz Barbosa | BRA  | 1.46,39 |
| 7      | Donato Sabia      | ITA  | 1.48,03 |
| 8      | Nixon Kiprotich   | KEN  | 1.49,55 |

### 1500 m
| rang   | sporter(s)         | land | tijd    |
| ------ | ------------------ | ---- | ------- |
| Goud   | Peter Rono         | KEN  | 3.35,96 |
| Zilver | Peter Elliott      | GBR  | 3.36,15 |
| Brons  | Jens-Peter Herold  | GDR  | 3.36,21 |
| 4      | Steve Cram         | GBR  | 3.36,24 |
| 5      | Steve Scott        | USA  | 3.36,99 |
| 6      | Han Kulker         | NED  | 3.37,08 |
| 7      | Kipkoech Cheruiyot | KEN  | 3.37,94 |
| 8      | Marcus O'Sullivan  | IRL  | 3.38,39 |

### 5000 m
| rang   | sporter(s)      | land | tijd     |
| ------ | --------------- | ---- | -------- |
| Goud   | John Ngugi      | KEN  | 13.11,70 |
| Zilver | Dieter Baumann  | FRG  | 13.15,52 |
| Brons  | Hansjörg Kunze  | GDR  | 13.15,73 |
| 4      | Domingos Castro | POR  | 13.16,09 |
| 5      | Sydney Maree    | USA  | 13.23,69 |
| 6      | Jack Buckner    | GBR  | 13.23,85 |
| 7      | Stefano Mei     | ITA  | 13.26,17 |
| 8      | Jevgeni Ignatov | BUL  | 13.26,41 |

### 10000 m
| rang   | sporter(s)         | land | tijd        |
| ------ | ------------------ | ---- | ----------- |
| Goud   | Brahim Boutayeb    | MAR  | OR 27.21,46 |
| Zilver | Salvatore Antibo   | ITA  | 27.23,55    |
| Brons  | Kipkemboi Kimeli   | KEN  | 27.25,16    |
| 4      | Jean-Louis Prianon | FRA  | 27.36,43    |
| 5      | Arturo Barrios     | MEX  | 27.39,32    |
| 6      | Hansjörg Kunze     | GDR  | 27.39,35    |
| 7      | Paul Arpin         | FRA  | 27.39,36    |
| 8      | Moses Tanui        | KEN  | 27.47,23    |

### marathon
| rang   | sporter(s)         | land | tijd    |
| ------ | ------------------ | ---- | ------- |
| Goud   | Gelindo Bordin     | ITA  | 2:10.32 |
| Zilver | Douglas Wakiihuri  | KEN  | 2:10.47 |
| Brons  | Ahmed Salah        | DJI  | 2:10.59 |
| 4      | Takeyuki Nakayama  | JPN  | 2:11.05 |
| 5      | Steve Moneghetti   | AUS  | 2:11.49 |
| 6      | Charles Spedding   | GBR  | 2:12.19 |
| 7      | Juma Ikangaa       | TAN  | 2:13.06 |
| 8      | Robert de Castella | AUS  | 2:13.07 |

### 110 m horden
| rang   | sporter(s)           | land | tijd     |
| ------ | -------------------- | ---- | -------- |
| Goud   | Roger Kingdom        | USA  | OR 12,98 |
| Zilver | Colin Jackson        | GBR  | 13,28    |
| Brons  | Anthony Campbell     | USA  | 13,38    |
| 4      | Vladimir Tsjitsjkine | URS  | 13,51    |
| 5      | Jonathan Ridgeon     | GBR  | 13,52    |
| 6      | Tony Jarrett         | GBR  | 13,54    |
| 7      | Mark McKoy           | CAN  | 13,61    |
| 8      | Arthur Blake         | USA  | 13,96    |

### 400 m horden
| rang   | sporter(s)      | land | tijd  |
| ------ | --------------- | ---- | ----- |
| Goud   | André Phillips  | USA  | 47,19 |
| Zilver | Amadou Dia Ba   | SEN  | 47,23 |
| Brons  | Edwin Moses     | USA  | 47,56 |
| 4      | Kevin Young     | USA  | 47,94 |
| 5      | Winthrop Graham | JAM  | 48,04 |
| 6      | Kriss Akabusi   | GBR  | 48,69 |
| 7      | Harald Schmid   | FRG  | 48,76 |
| 8      | Edgar Itt       | FRG  | 48,78 |

### 3000 m steeple chase
| rang   | sporter(s)              | land | tijd       |
| ------ | ----------------------- | ---- | ---------- |
| Goud   | Julius Kariuki          | KEN  | OR 8.05,51 |
| Zilver | Peter Koech             | KEN  | 8.06,79    |
| Brons  | Mark Rowland            | GBR  | 8.07,96    |
| 4      | Alessandro Lambruschini | ITA  | 8.12,17    |
| 5      | William Van Dijck       | BEL  | 8.13,99    |
| 6      | Henry Marsh             | USA  | 8.14,39    |
| 7      | Patrick Sang            | KEN  | 8.15,22    |
| 8      | Bogusław Mamiński       | POL  | 8.15,97    |

### 4 × 100 m estafette
| rang   | sporter(s)                                                       | land | tijd  |
| ------ | ---------------------------------------------------------------- | ---- | ----- |
| Goud   | Viktor Bryzgin Vladimir Krylov Vladimir Moeravjov Vitali Savin   | URS  | 38,19 |
| Zilver | Elliott Bunney John Regis Michael McFarlane Linford Christie     | GBR  | 38,28 |
| Brons  | Bruno Marie-Rose Daniel Sangouma Gilles Quenehervé Max Morinière | FRA  | 38,40 |
| 4      | Christopher Faulkner Gregory Meghoo Clive Wright John Mair       | JAM  | 38,47 |
| 5      | Ezio Madonia Sandro Floris Pierfrancesco Pavoni Stefano Tilli    | ITA  | 38,54 |
| 6      | Fritz Heer Christian Haas Peter Klein Dirk Schweisfurth          | FRG  | 38,55 |
| 7      | Desai Williams Atlee Mahorn Cyprian Enweani Brian Morrison       | CAN  | 38,93 |
| 8      | György Bakos László Karaffa István Tatár Attila Kovács           | HUN  | 39,19 |

### 4 × 400 m estafette
| rang   | sporter(s)                                                     | land | tijd       |
| ------ | -------------------------------------------------------------- | ---- | ---------- |
| Goud   | Danny Everett Steve Lewis Kevin Robinzine Butch Reynolds       | USA  | WR 2.56,16 |
| Zilver | Howard Davis Devon Morris Winthrop Graham Bert Cameron         | JAM  | 3.00,30    |
| Brons  | Norbert Dobeleit Edgar Itt Jörg Vaihinger Ralf Lübke           | FRG  | 3.00,56    |
| 4      | Jens Carlowitz Mathias Schersing Frank Möller Thomas Schönlebe | GDR  | 3.01,13    |
| 5      | Brian Whittle Kriss Akabusi Todd Bennett Philip Brown          | GBR  | 3.02,00    |
| 6      | Robert Ballard Mark Garner Miles Murphy Darren Clark           | AUS  | 3.02,49    |
| 7      | Sunday Uti Moses Ugbisie Henry Amike Innocent Egbunike         | NGR  | 3.02,50    |
| 8      | Tito Sawe Lucas Sang Paul Ereng Simon Kipkemboi                | KEN  | 3.04,69    |

### 20 km snelwandelen
| rang   | sporter(s)           | land | tijd       |
| ------ | -------------------- | ---- | ---------- |
| Goud   | Jozef Pribilinec     | TCH  | OR 1:19.57 |
| Zilver | Ronald Weigel        | GDR  | 1:20.00    |
| Brons  | Maurizio Damilano    | ITA  | 1:20.14    |
| 4      | José Marín           | ESP  | 1:20.34    |
| 5      | Roman Mrázek         | TCH  | 1:20.43    |
| 6      | Michail Sjtsjennikov | URS  | 1:20.47    |
| 7      | Carlos Mercenario    | MEX  | 1:20.53    |
| 8      | Axel Noack           | GDR  | 1:21.14    |

### 50 km snelwandelen
| rang   | sporter(s)           | land | tijd       |
| ------ | -------------------- | ---- | ---------- |
| Goud   | Vjatsjeslav Ivanenko | URS  | OR 3:38.29 |
| Zilver | Ronald Weigel        | GDR  | 3:38.56    |
| Brons  | Hartwig Gauder       | GDR  | 3:39.45    |
| 4      | Aleksandr Potatsjev  | URS  | 3:41.00    |
| 5      | José Marín           | ESP  | 3:43.03    |
| 6      | Simon Baker          | AUS  | 3:44.07    |
| 7      | Bo Gustafsson        | SWE  | 3:44.49    |
| 8      | Raffaello Ducceschi  | ITA  | 3:45.43    |

### hoogspringen
| rang   | sporter(s)          | land | hoogte    |
| ------ | ------------------- | ---- | --------- |
| Goud   | Gennadi Avdejenko   | URS  | OR 2,38 m |
| Zilver | Hollis Conway       | USA  | 2,36 m    |
| Brons  | Roedolf Povarnitsyn | URS  | 2,36 m    |
| Brons  | Patrik Sjöberg      | SWE  | 2,36 m    |
| 5      | Clarence Saunders   | BER  | 2,34 m    |
| 6      | Dietmar Mögenburg   | FRG  | 2,34 m    |
| 7      | Carlo Thränhardt    | FRG  | 2,31 m    |
| 7      | Igor Paklin         | URS  | 2,31 m    |
| 7      | Dalton Grant        | GBR  | 2,31 m    |

### polsstokhoogspringen
| rang   | sporter(s)          | land | hoogte |
| ------ | ------------------- | ---- | ------ |
| Goud   | Sergej Boebka       | URS  | 5,90 m |
| Zilver | Rodion Gataullin    | URS  | 5,85 m |
| Brons  | Grigori Jegorov     | URS  | 5,80 m |
| 4      | Earl Bell           | USA  | 5,70 m |
| 5      | Thierry Vigneron    | FRA  | 5,70 m |
| 5      | Philippe Collet     | FRA  | 5,70 m |
| 7      | István Bagyula      | HUN  | 5,60 m |
| 8      | Philippe d'Encausse | FRA  | 5,60 m |

### verspringen
| rang   | sporter(s)           | land | afstand |
| ------ | -------------------- | ---- | ------- |
| Goud   | Carl Lewis           | USA  | 8,72 m  |
| Zilver | Mike Powell          | USA  | 8,49 m  |
| Brons  | Larry Myricks        | USA  | 8,27 m  |
| 4      | Giovanni Evangelisti | ITA  | 8,08 m  |
| 5      | Antonio Corgos       | ESP  | 8,03 m  |
| 6      | László Szalma        | HUN  | 8,00 m  |
| 7      | Norbert Brige        | FRA  | 7,97 m  |
| 8      | Leonid Volotsjin     | URS  | 7,89 m  |

### hink-stap-springen
| rang   | sporter(s)          | land | afstand    |
| ------ | ------------------- | ---- | ---------- |
| Goud   | Christo Markov      | BUL  | OR 17,61 m |
| Zilver | Igor Lapsjin        | URS  | 17,52 m    |
| Brons  | Aleksandr Kovalenko | URS  | 17,42 m    |
| 4      | Oleg Protsenko      | URS  | 17,38 m    |
| 5      | Charlie Simpkins    | URS  | 17,29 m    |
| 6      | Willie Banks        | USA  | 17,03 m    |
| 7      | Ivan Slanař         | TCH  | 16,75 m    |
| 8      | Jacek Pastusiński   | POL  | 16,72 m    |

### kogelstoten
| rang   | sporter(s)        | land | afstand    |
| ------ | ----------------- | ---- | ---------- |
| Goud   | Ulf Timmermann    | GDR  | OR 22,47 m |
| Zilver | Randy Barnes      | USA  | 22,39 m    |
| Brons  | Werner Günthör    | SUI  | 21,99 m    |
| 4      | Udo Beyer         | GDR  | 21,40 m    |
| 5      | Remigius Machura  | TCH  | 20,57 m    |
| 6      | Gert Weil         | CHI  | 20,38 m    |
| 7      | Alessandro Andrei | ITA  | 20,36 m    |
| 8      | Sergey Smirnov    | URS  | 20,36 m    |

### discuswerpen
| rang   | sporter(s)      | land | afstand    |
| ------ | --------------- | ---- | ---------- |
| Goud   | Jürgen Schult   | GDR  | OR 68,82 m |
| Zilver | Romas Ubartas   | URS  | 67,48 m    |
| Brons  | Rolf Danneberg  | FRG  | 67,38 m    |
| 4      | Joeri Doemtsjev | URS  | 66,42 m    |
| 5      | Mac Wilkins     | USA  | 65,90 m    |
| 6      | Gejza Valent    | TCH  | 65,80 m    |
| 7      | Knut Hjeltnes   | NOR  | 64,94 m    |
| 8      | Alois Hannecker | FRG  | 63,28 m    |

### kogelslingeren
| rang   | sporter(s)      | land | afstand    |
| ------ | --------------- | ---- | ---------- |
| Goud   | Sergej Litvinov | URS  | OR 84,80 m |
| Zilver | Joeri Sedych    | URS  | 83,76 m    |
| Brons  | Jüri Tamm       | URS  | 81,16 m    |
| 4      | Ralf Haber      | GDR  | 80,44 m    |
| 5      | Heinz Weis      | FRG  | 79,16 m    |
| 6      | Tibor Gécsek    | HUN  | 78,36 m    |
| 7      | Imre Szitás     | HUN  | 77,04 m    |
| 8      | Ivan Tanev      | BUL  | 76,08 m    |

### speerwerpen
| rang   | sporter(s)            | land | afstand |
| ------ | --------------------- | ---- | ------- |
| Goud   | Tapio Korjus          | FIN  | 84,28 m |
| Zilver | Jan Železný           | TCH  | 84,12 m |
| Brons  | Seppo Räty            | FIN  | 83,26 m |
| 4      | Klaus Tafelmeier      | FRG  | 82,72 m |
| 5      | Viktor Jevsjoekov     | URS  | 82,32 m |
| 6      | Gerald Weiß           | GDR  | 81,30 m |
| 7      | Vladimir Ovtsjinnikov | URS  | 79,12 m |
| 8      | Dag Wennlund          | SWE  | 78,30 m |

Jan Železný wierp tijdens de kwalificaties een OR, 85,90 m (in 1986 was een nieuw type speer ingevoerd).

### tienkamp
| rang   | sporter(s)        | land | punten |
| ------ | ----------------- | ---- | ------ |
| Goud   | Christian Schenk  | GDR  | 8488   |
| Zilver | Torsten Voss      | GDR  | 8399   |
| Brons  | David Steen       | CAN  | 8328   |
| 4      | Daley Thompson    | GBR  | 8306   |
| 5      | Christian Plaziat | FRA  | 8272   |
| 6      | Alain Blondel     | FRA  | 8268   |
| 7      | Tim Bright        | USA  | 8216   |
| 8      | Robert de Wit     | NED  | 8189   |

## Vrouwen

### 100 m
| rang   | sporter(s)               | land | tijd  |
| ------ | ------------------------ | ---- | ----- |
| Goud   | Florence Griffith-Joyner | USA  | 10,54 |
| Zilver | Evelyn Ashford           | USA  | 10,83 |
| Brons  | Heike Drechsler          | GDR  | 10,85 |
| 4      | Grace Jackson            | JAM  | 10,97 |
| 5      | Gwen Torrence            | USA  | 10,97 |
| 6      | Natalja Pomosjtsjnikova  | URS  | 11,00 |
| 7      | Juliet Cuthbert          | JAM  | 11,26 |
| 8      | Anelia Vetsjernikova     | BUL  | 11,49 |

Florence Griffith-Joyner liep het OR in de kwartfinales, tijd 10,62 s; de finale werd gelopen met te veel rugwind +3,00 m/s.

### 200 m
| rang   | sporter(s)               | land | tijd     |
| ------ | ------------------------ | ---- | -------- |
| Goud   | Florence Griffith-Joyner | USA  | WR 21,34 |
| Zilver | Grace Jackson            | JAM  | 21,72    |
| Brons  | Heike Drechsler          | GDR  | 21,95    |
| 4      | Merlene Ottey            | JAM  | 21,99    |
| 5      | Silke Möller             | GDR  | 22,09    |
| 6      | Gwen Torrence            | USA  | 22,17    |
| 7      | Maja Azarasjvili         | URS  | 22,33    |
| 8      | Galina Maltsjoegina      | URS  | 22,42    |

### 400 m
| rang   | sporter(s)         | land | tijd     |
| ------ | ------------------ | ---- | -------- |
| Goud   | Olga Bryzgina      | URS  | OR 48,65 |
| Zilver | Petra Müller       | GDR  | 49,45    |
| Brons  | Olga Nazarova      | URS  | 49,90    |
| 4      | Valerie Brisco     | USA  | 50,16    |
| 5      | Diane Dixon        | USA  | 50,72    |
| 6      | Denean Howard-Hill | USA  | 51,12    |
| 4      | Helga Arendt       | FRG  | 51,17    |
| 8      | Maree Holland      | AUS  | 51,25    |

### 800 m
| rang   | sporter(s)         | land | tijd    |
| ------ | ------------------ | ---- | ------- |
| Goud   | Sigrun Wodars      | GDR  | 1.56,10 |
| Zilver | Christine Wachtel  | GDR  | 1.56,64 |
| Brons  | Kim Gallagher      | USA  | 1.56,91 |
| 4      | Slobodanka Čolović | YUG  | 1.57,50 |
| 5      | Delisa Floyd       | USA  | 1.57,80 |
| 6      | Inna Evsejeva      | URS  | 1.59,37 |
| 7      | Teresa Zuñiga      | ESP  | 1.59,82 |
| 8      | Diane Edwards      | GBR  | 2.00,77 |

### 1500 m
| rang   | sporter(s)           | land | tijd       |
| ------ | -------------------- | ---- | ---------- |
| Goud   | Paula Ivan           | ROU  | OR 3.53,96 |
| Zilver | Laimutė Baikauskaitė | URS  | 4.00,24    |
| Brons  | Tatjana Samolenko    | URS  | 4.00,30    |
| 4      | Christina Cahill     | GBR  | 4.00,64    |
| 5      | Lynn Williams        | CAN  | 4.00,86    |
| 6      | Andrea Hahmann       | GDR  | 4.00,96    |
| 7      | Shireen Bailey       | GBR  | 4.02,32    |
| 8      | Mary Slaney          | USA  | 4.02,49    |

### 3000 m
| rang   | sporter(s)        | land | tijd       |
| ------ | ----------------- | ---- | ---------- |
| Goud   | Tatjana Samolenko | URS  | OR 8.26,53 |
| Zilver | Paula Ivan        | ROU  | 8.27,15    |
| Brons  | Yvonne Murray     | GBR  | 8.29,02    |
| 4      | Jelena Romanova   | URS  | 8.30,45    |
| 5      | Natalja Artemova  | URS  | 8.31,67    |
| 6      | Vicki Huber       | USA  | 8.37,25    |
| 7      | Wendy Sly         | GBR  | 8.37,70    |
| 8      | Lynn Williams     | CAN  | 8.38,43    |

### 10000 m
| rang   | sporter(s)            | land | tijd        |
| ------ | --------------------- | ---- | ----------- |
| Goud   | Olga Bondarenko       | URS  | OR 31.05,21 |
| Zilver | Liz McColgan          | GBR  | 31.08,44    |
| Brons  | Jelena Zjoepijova     | URS  | 31.19,82    |
| 4      | Kathrin Ullrich       | GDR  | 31.29,27    |
| 5      | Francie Larrieu-Smith | USA  | 31.35,52    |
| 6      | Lynn Jennings         | USA  | 31.39,93    |
| 7      | Wang Xiuting          | CHN  | 31.40,23    |
| 8      | Susan Lee             | CAN  | 31.50,51    |

### marathon
| rang   | sporter(s)           | land | tijd    |
| ------ | -------------------- | ---- | ------- |
| Goud   | Rosa Mota            | POR  | 2:25.40 |
| Zilver | Lisa Martin          | AUS  | 2:25.53 |
| Brons  | Katrin Dörre         | GDR  | 2:26.21 |
| 4      | Tatjana Polovinskaja | URS  | 2:27.05 |
| 5      | Zhao Youfeng         | CHN  | 2:27.06 |
| 6      | Laura Fogli          | ITA  | 2:27.49 |
| 7      | Danièle Kaber        | LUX  | 2:29.23 |
| 8      | Maria Curatolo       | ITA  | 2:30.14 |

### 100 m horden
| rang   | sporter(s)          | land | tijd     |
| ------ | ------------------- | ---- | -------- |
| Goud   | Jordanka Donkova    | BUL  | OR 12,38 |
| Zilver | Gloria Siebert      | GDR  | 12,61    |
| Brons  | Claudia Zackiewicz  | FRG  | 12,75    |
| 4      | Natalja Grigorjeva  | URS  | 12,79    |
| 5      | Florence Colle      | FRA  | 12,98    |
| 6      | Julie Rocheleau     | CAN  | 12,99    |
| 7      | Monique Ewanje-Épée | FRA  | 13,14    |
| 8      | Cornelia Oschkenat  | GDR  | 13,73    |

### 400 m horden
| rang   | sporter(s)           | land | tijd     |
| ------ | -------------------- | ---- | -------- |
| Goud   | Debbie Flintoff-King | AUS  | OR 53,17 |
| Zilver | Tatjana Ledovskaja   | URS  | 53,18    |
| Brons  | Ellen Fiedler        | GDR  | 53,63    |
| 4      | Sabine Busch         | GDR  | 53,69    |
| 5      | Sally Gunnell        | GBR  | 54,03    |
| 6      | Gudrun Abt           | FRG  | 54,04    |
| 7      | Tatjana Koerotsjkina | URS  | 54,39    |
| 8      | Latanya Sheffield    | USA  | 55,32    |

### 4 × 100 m estafette
| rang   | sporter(s)                                                                | land | tijd  |
| ------ | ------------------------------------------------------------------------- | ---- | ----- |
| Goud   | Alice Brown Sheila Echols Florence Griffith-Joyner Evelyn Ashford         | USA  | 41,98 |
| Zilver | Silke Möller Kerstin Behrendt Ingrid Auerswald Marlies Göhr               | GDR  | 42,09 |
| Brons  | Ljoedmila Kondratjeva Galina Maltsjoegina Marina Zjirova Natalja Voronova | URS  | 42,75 |
| 4      | Sabine Richter Ulrike Sarvari Andrea Thomas Ute Thimm                     | FRG  | 42,76 |
| 5      | Tzvetanka Iljeva Valja Demireva Nadeshda Gueorgujeva Jordanka Donkova     | BUL  | 43,02 |
| 6      | Joanna Smolarek Jolanta Janota Ewa Pisiewicz Agnieszka Siwek              | POL  | 43,93 |
| 7      | Françoise Leroux Muriel Leroy Laurence Bily Patricia Girard               | FRA  | 44,02 |
|        | Ethlyn Tate Grace Jackson Juliet Cuthbert Merlene Ottey                   | JAM  | DNF   |

### 4 × 400 m estafette
| rang   | sporter(s)                                                                   | land | tijd       |
| ------ | ---------------------------------------------------------------------------- | ---- | ---------- |
| Goud   | Tatjana Ledovskaja Olga Nazarova Maria Pinigina Olga Bryzgina                | URS  | WR 3.15,17 |
| Zilver | Denean Howard-Hill Diane Dixon Valerie Brisco-Hooks Florence Griffith-Joyner | USA  | 3.15,51    |
| Brons  | Dagmar Neubauer Kirsten Emmelmann Sabine Busch Petra Müller                  | GDR  | 3.18,29    |
| 4      | Ute Thimm Helga Arendt Andrea Thomas Gudrun Abt                              | FRG  | 3.22,49    |
| 5      | Sandie Richards Andrea Thomas Cathy Rattray-Williams Sharon Powell           | JAM  | 3.23,13    |
| 6      | Linda Keough Jennifer Stoute Angela Piggford Sally Gunnell                   | GBR  | 3.26,89    |
| 7      | Fabienne Ficher Nathalie Simon Nadine Debois Evelyne Elien                   | FRA  | 3.29,37    |
|        | Charmaine Crooks Molly Killingbeck Marita Payne Wiggins Jillian Richardson   | CAN  | DNF        |

### hoogspringen
| rang   | sporter(s)         | land | hoogte    |
| ------ | ------------------ | ---- | --------- |
| Goud   | Louise Ritter      | USA  | OR 2,03 m |
| Zilver | Stefka Kostadinova | BUL  | 2,01 m    |
| Brons  | Tamara Bykova      | URS  | 1,99 m    |
| 4      | Olga Toertsjak     | URS  | 1,96 m    |
| 5      | Galina Astafei     | ROU  | 1,93 m    |
| 5      | Ljoedmila Andonova | BUL  | 1,93 m    |
| 7      | Christine Stanton  | AUS  | 1,93 m    |
| 8      | Diana Davies       | GBR  | 1,90 m    |
| 8      | Kim Hee-sun        | KOR  | 1,90 m    |

### verspringen
| rang   | sporter(s)           | land | hoogte    |
| ------ | -------------------- | ---- | --------- |
| Goud   | Jackie Joyner-Kersee | USA  | OR 7,40 m |
| Zilver | Heike Drechsler      | GDR  | 7,22 m    |
| Brons  | Galina Tsjistjakova  | URS  | 7,11 m    |
| 4      | Jelena Belevskaja    | URS  | 7,04 m    |
| 5      | Nicole Boegman       | AUS  | 6,73 m    |
| 6      | Fiona May            | GBR  | 6,62 m    |
| 7      | Agata Karczmarek     | POL  | 6,60 m    |
| 8      | Sabine John          | GDR  | 6,55 m    |

### kogelstoten
| rang   | sporter(s)         | land | afstand |
| ------ | ------------------ | ---- | ------- |
| Goud   | Natalja Lisovskaja | URS  | 22,24 m |
| Zilver | Kathrin Neimke     | GDR  | 21,07 m |
| Brons  | Li Meisu           | CHN  | 21,06 m |
| 4      | Ines Müller        | GDR  | 20,37 m |
| 5      | Claudia Losch      | FRG  | 20,27 m |
| 6      | Heike Hartwig      | GDR  | 20,20 m |
| 7      | Natalja Akhrimenko | URS  | 20,13 m |
| 8      | Huang Zhihong      | CHN  | 19,82 m |

### discuswerpen
| rang   | sporter(s)          | land | afstand    |
| ------ | ------------------- | ---- | ---------- |
| Goud   | Martina Hellmann    | GDR  | OR 72,30 m |
| Zilver | Diana Gansky        | GDR  | 71,88 m    |
| Brons  | Tsvetanka Khristova | BUL  | 69,74 m    |
| 4      | Svetla Mitkova      | BUL  | 69,14 m    |
| 5      | Jelina Zvereva      | URS  | 68,94 m    |
| 6      | Zdeňka Šilhavá      | TCH  | 67,84 m    |
| 7      | Gabriele Reinsch    | GDR  | 67,26 m    |
| 8      | Hou Xuemei          | CHN  | 65,94 m    |

### speerwerpen
| rang   | sporter(s)             | land | afstand    |
| ------ | ---------------------- | ---- | ---------- |
| Goud   | Petra Felke            | GDR  | OR 74,68 m |
| Zilver | Fatima Whitbread       | GBR  | 70,32 m    |
| Brons  | Beate Koch             | GDR  | 67,30 m    |
| 4      | Irina Kostioetsjenkova | URS  | 67,00 m    |
| 5      | Silke Renk             | GDR  | 66,38 m    |
| 6      | Natalja Jermolovitsj   | URS  | 64,84 m    |
| 7      | Donna Mayhew           | USA  | 61,78 m    |
| 8      | Ingrid Thyssen         | FRG  | 60,76 m    |

### zevenkamp
| rang   | sporter(s)           | land | punten  |
| ------ | -------------------- | ---- | ------- |
| Goud   | Jackie Joyner-Kersee | USA  | WR 7291 |
| Zilver | Sabine John          | GDR  | 6897    |
| Brons  | Anke Behmer          | GDR  | 6858    |
| 4      | Natalja Sjoebenkova  | URS  | 6540    |
| 5      | Remigia Sablovskaite | URS  | 6456    |
| 6      | Ines Schulz          | GDR  | 6411    |
| 7      | Jane Flemming        | AUS  | 6351    |
| 8      | Cindy Greiner        | USA  | 6297    |

## Medaillespiegel
| rang   | land                     | goud | zilver | brons | totaal |
| ------ | ------------------------ | ---- | ------ | ----- | ------ |
| 1      | Verenigde Staten         | 13   | 7      | 6     | 26     |
| 2      | Sovjet-Unie              | 10   | 6      | 10    | 26     |
| 3      | DDR                      | 6    | 11     | 10    | 27     |
| 4      | Kenia                    | 4    | 2      | 1     | 7      |
| 5      | Bulgarije                | 2    | 1      | 1     | 4      |
| 6      | Italië                   | 1    | 1      | 1     | 3      |
| 7      | Australië                | 1    | 1      | 0     | 2      |
| 7      | Roemenië                 | 1    | 1      | 0     | 2      |
| 7      | Tsjecho-Slowakije        | 1    | 1      | 0     | 2      |
| 10     | Finland                  | 1    | 0      | 1     | 2      |
| 10     | Marokko                  | 1    | 0      | 1     | 2      |
| 12     | Portugal                 | 1    | 0      | 0     | 1      |
| 13     | Groot-Brittannië         | 0    | 6      | 2     | 8      |
| 14     | Jamaica                  | 0    | 2      | 0     | 2      |
| 15     | Bondsrepubliek Duitsland | 0    | 1      | 3     | 4      |
| 16     | Brazilië                 | 0    | 1      | 1     | 2      |
| 17     | Senegal                  | 0    | 1      | 0     | 1      |
| 18     | Canada                   | 0    | 0      | 1     | 1      |
| 18     | China                    | 0    | 0      | 1     | 1      |
| 18     | Djibouti                 | 0    | 0      | 1     | 1      |
| 18     | Frankrijk                | 0    | 0      | 1     | 1      |
| 18     | Zweden                   | 0    | 0      | 1     | 1      |
| 18     | Zwitserland              | 0    | 0      | 1     | 1      |
| totaal | totaal                   | 42   | 42     | 43    | 127    |